# Pierce Caldwell
Pierce Caldwell (San Antonio, 2 aprile 1988) è un ex cestista statunitense, professionista nella NBDL e in Europa.